# Effingen
Effingen é uma comuna da Suíça, situada no distrito de Brugg, no cantão de Argóvia. Tem 6,85 km² de área e sua população em 2018 foi estimada em 595 habitantes.